# Myštěves
Myštěves (en allemand : Mischtowes) est une commune du district de Hradec Králové, dans la région de Hradec Králové, en République tchèque. Sa population s'élevait à 176 habitants en 2022.

## Géographie
Myštěves se trouve à 8 km au nord-est de Nový Bydžov, à 22 km à l'ouest-nord-ouest de Hradec Králové et à 84 km à l'est-nord-est de Prague.
La commune est limitée par Lískovice au nord, par Sukorady au nord-est, par Petrovice à l'est et au sud-est, par Králíky au sud, et par Smidary, Ohnišťany et Šaplava à l'ouest.

## Histoire
La première mention écrite de la localité date de 1365.

## Galerie

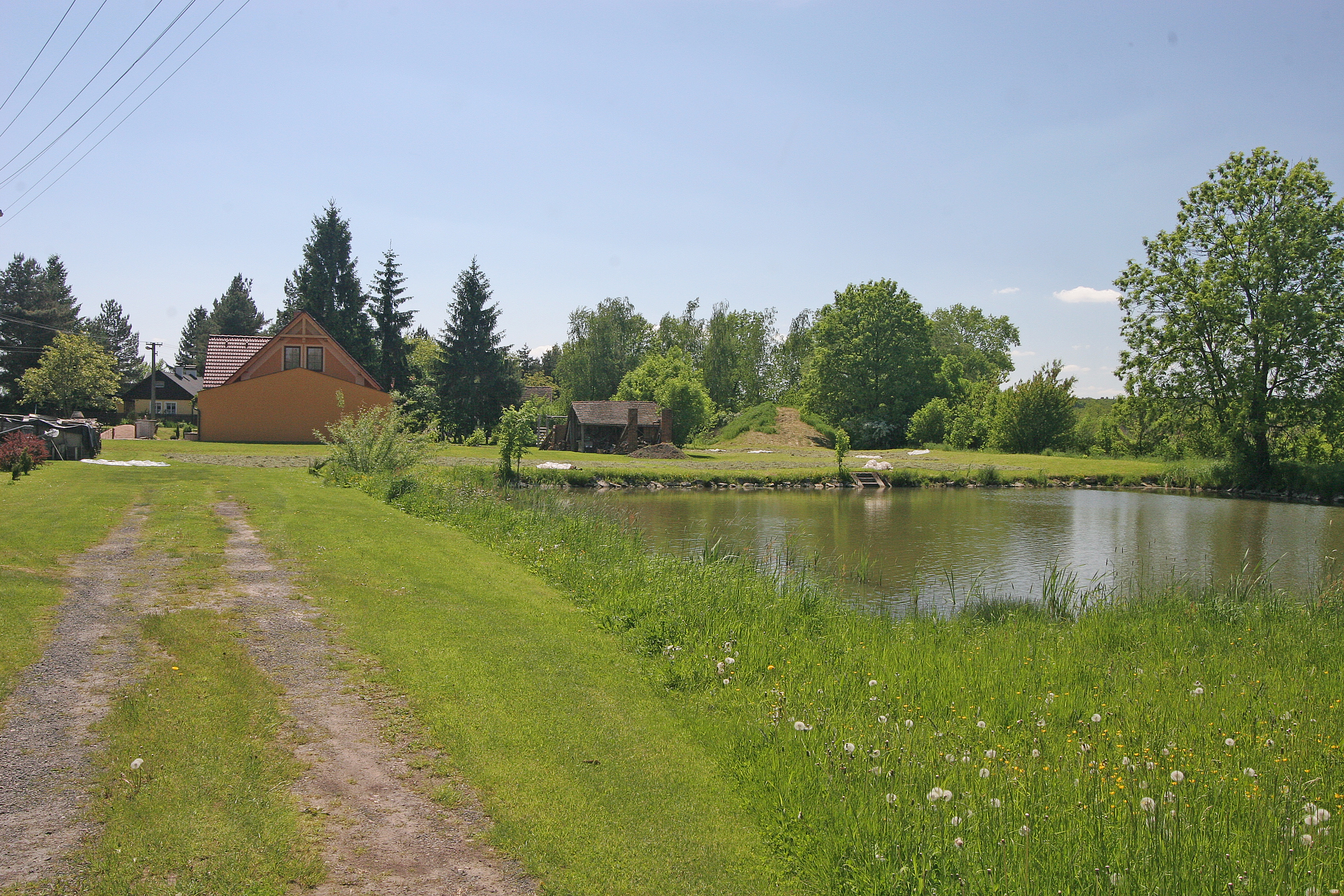
Étang à Myštěves.
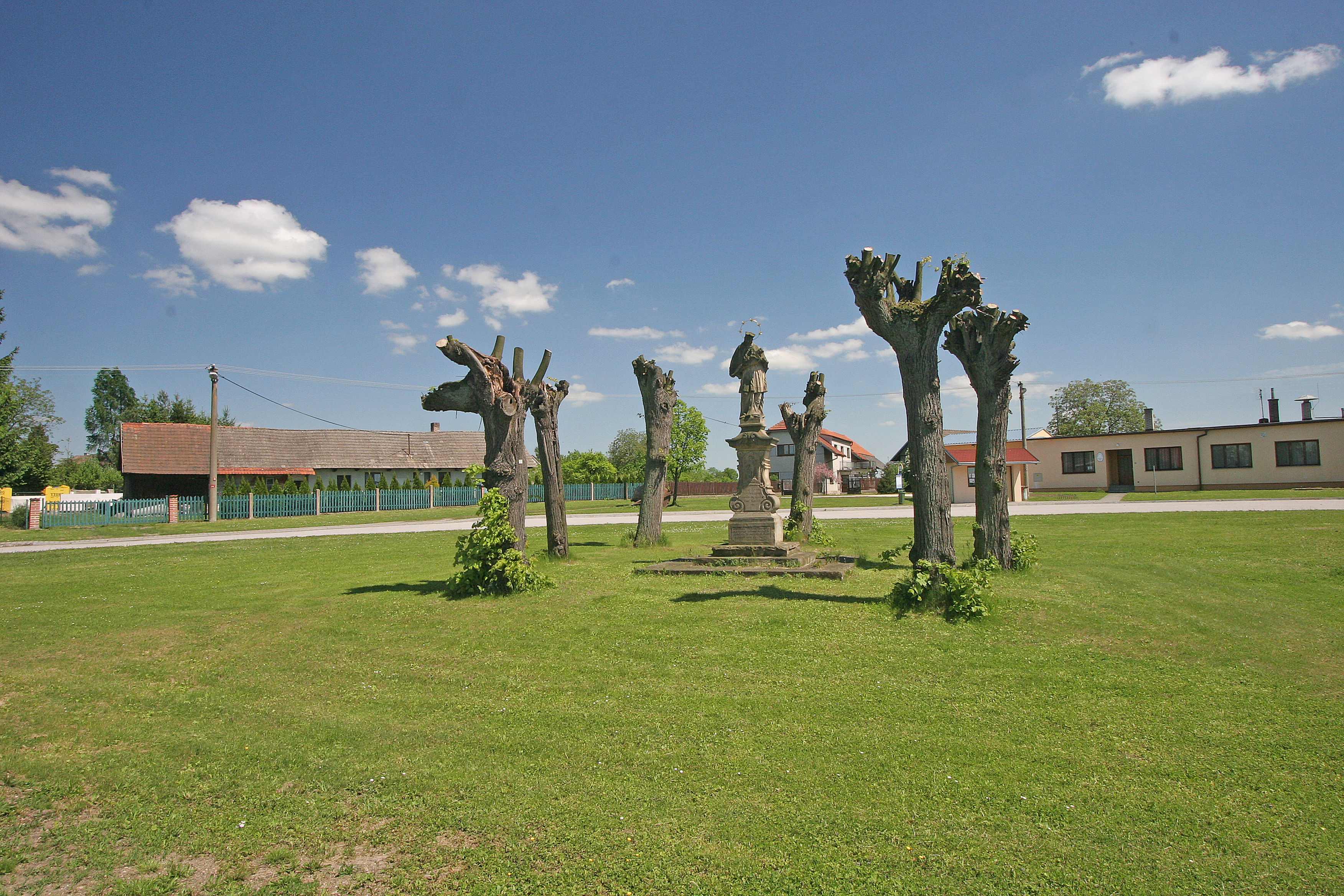
Statue de saint Jean Népomucène.

## Transports
Par la route, Myštěves se trouve à 11 km de Hořice, à 28 km de Hradec Králové et à 82 km de Prague. 